# Todtmoos
Todtmoos är en kommun och ort i Landkreis Waldshut i regionen Schwarzwald-Baar-Heuberg i Regierungsbezirk Freiburg i förbundslandet Baden-Württemberg i Tyskland.
Kommunen ingår i kommunalförbundet St. Blasien tillsammans med staden St. Blasien och kommunerna Bernau im Schwarzwald, Dachsberg (Südschwarzwald), Häusern, Höchenschwand och Ibach.